# Krystyna Potocka (zm. 1699)
Krystyna Potocka z domu Lubomirska herbu Szreniawa bez Krzyża (ur. przed 1648, zm. 1699) – polska działaczka dobroczynna.

## Życiorys
Urodziła się jako Krystyna Anna Lubomirska przed 1648. Wywodziła się z rodu Lubomirskich herbu Szreniawa bez Krzyża, była wnuczką Stanisława i Zofii oraz córką Jerzego Sebastiana z Łańcuta i Konstancji Ligęzianki herbu Półkozic z Bobrku. Miała braci Stanisława Herakliusza, Aleksandra Michała i Hieronima Augustyna.
Po śmierci matki była wychowywana przez swoją krewną, Annę Katarzynę Radziwiłł. U jej boku uczyła się robótek ręcznych. Od młodości odznaczała się pobożnością i pierwotnie chciała wstąpić do zakonu. Była zamężna z Feliksem (Szczęsnym) Kazimierzem Potockim. Według Teodora Żychlińskiego była z nim bezpotomna. W myśl innych źródeł ich dziećmi byli: Michał, Marianna, Józef Felicjan, Stanisław Władysław i Jerzy. Zasłynęła swoją nadzwyczajną świątobliwością i dobroczynnością. Jej hafty i koronki trafiły do wielu świątyń jako ozdoby. Wyróżniała się muzykalnością, uznawano ją za niezrównaną w grze na skrzypcach, samodzielnie układała partytury. Była fundatorką PP. Brygidek w Sokalu. Uchodzi też za główną fundatorkę kościoła św. Franciszka Ksawerego w Krasnymstawie (wznoszonego od 1695) i tamtejszego kolegium jezuitów.
Zmarła w 1699 (według innej wersji w 1669). Została pochowana w krasnostawskim kościele swojej fundacji.
Założone przez siebie miasto Feliks Kazimierz Potocki nazwał Krystynopol na cześć swojej zmarłej żony.
Przed 1914 portret Krystyny Potockiej jako fundatorki trafił do kościoła w Siennicy Różanej.